# Алексанян, Лерник Рафикович
Ле́рник Ра́фикович Алексаня́н (арм. Լեռնիկ Ռաֆիկի Ալեքսանյան, 16 октября 1952, Арарат) — бывший депутат парламента Армении.
- 1969—1974 — Ереванский политехнический институт. Инженер-механик.
- 1983—1985 — Бакинская высшая партийная школа при ЦК КПСС.
- 1974—1975 — преподавал в Араратском индустриально-техническом техникуме.
- 1975—1980 — работал главным механиком в Араратском газовом управлении.
- 1980—1983, 1985—1990 — в Араратском районном комитете КПА занимал различные партийные должности.
- 1990—1993 — был начальником узла связи Араратского района.
- 1993—1996 — первый заместитель председателя исполкома Араратского райсовета.
- 1996—1998 — заведующий отделом транспорта и дорожного строительства Араратского марзпетарана.
- 1998—1999 — заместитель губернатор Араратской области.
- 1998—1999 — депутат парламента. Член депутатской группы «Еркрапа».
- 1999—2003 — был депутатом парламента. Член постоянной комиссии по государственно-правовым вопросам. Член фракции «Единство».
- 2003—2007 — вновь депутат парламента. Член постоянной комиссии по государственно-правовым вопросам. Член партии «РПА».